# Iveco Crossway
Iveco Crossway (anteriormente Irisbus Crossway) es un autobús urbano con accesibilidad a personas de movilidad reducida producido por Iveco Bus, nombrado originalmente como Irisbus en 2006. El modelo fue desarrollado en las plantas de Annonay (Francia) y Vysoké Mýto (República Checa) para ir sustituyendo a sus predecesores Irisbus Arway, Axer y New Récréo. Dentro de la gama Crossway hay tres variaciones en su longitud, habiendo autobuses de 10.6 m, 12 m. y 12.8 m de longitud.
En 2013, como parte de una profunda renovación del sector de autobuses Iveco, el Irisbus pasó a llamarse Iveco Bus. El modelo Crossway se revisa con la introducción del nuevo sentimiento familiar y continúa produciéndose como Iveco Crossway.

## Historia
Lanzado en 2006, el Crossway se consideró inicialmente como la versión económica del Arway que derivaba directamente del Irisbus Ares y reemplazaba al antiguo Iveco MyWay. En 2013, como parte de una revisión completa de la estrategia global del grupo italiano en el sector del transporte de viajeros, Iveco decidió sustituir la marca Irisbus por Iveco Bus, que daría cobertura a todos los mercados del planeta; Irisbus estaba reservado para Europa. Toda la gama de autobuses y autocares ha sido renovada y comercializada bajo esta nueva etiqueta. La gama Crossway se amplía considerablemente.

## Bajo la marca Irisbus (2006-2013)
En 2006, Irisbus lanzó el Crossway. Se le presenta como el sucesor de Arway y Axer. La gama tiene tres longitudes: 10,6 m, 12 m y 12,8 m.

Será el primero en cumplir, por adelantado, con la norma europea de emisiones Euro 4. El vehículo es particularmente avanzado tecnológicamente y ofrece ASR y ABS de serie, lo que le otorga excelentes resultados en las pruebas de seguridad.

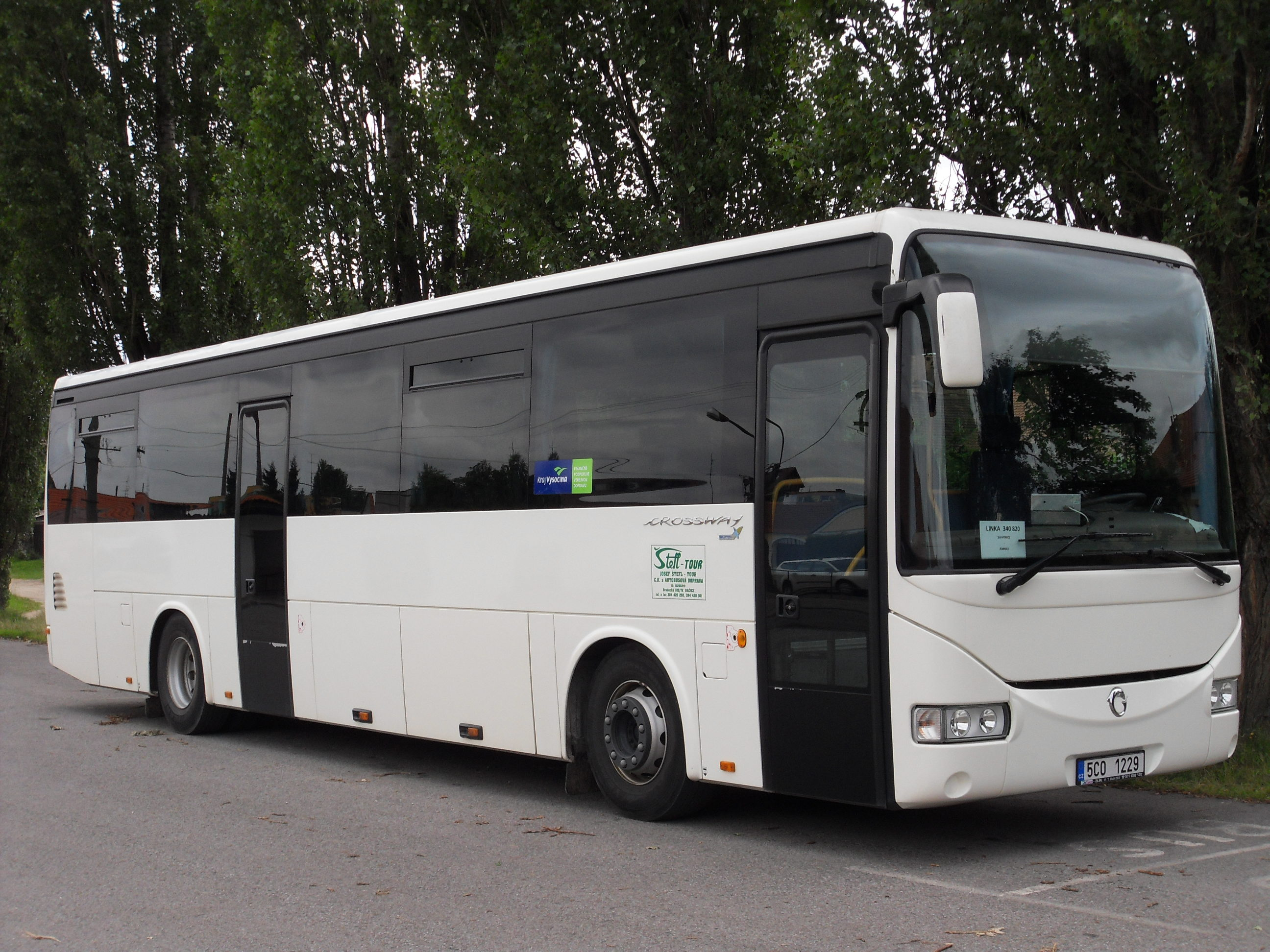
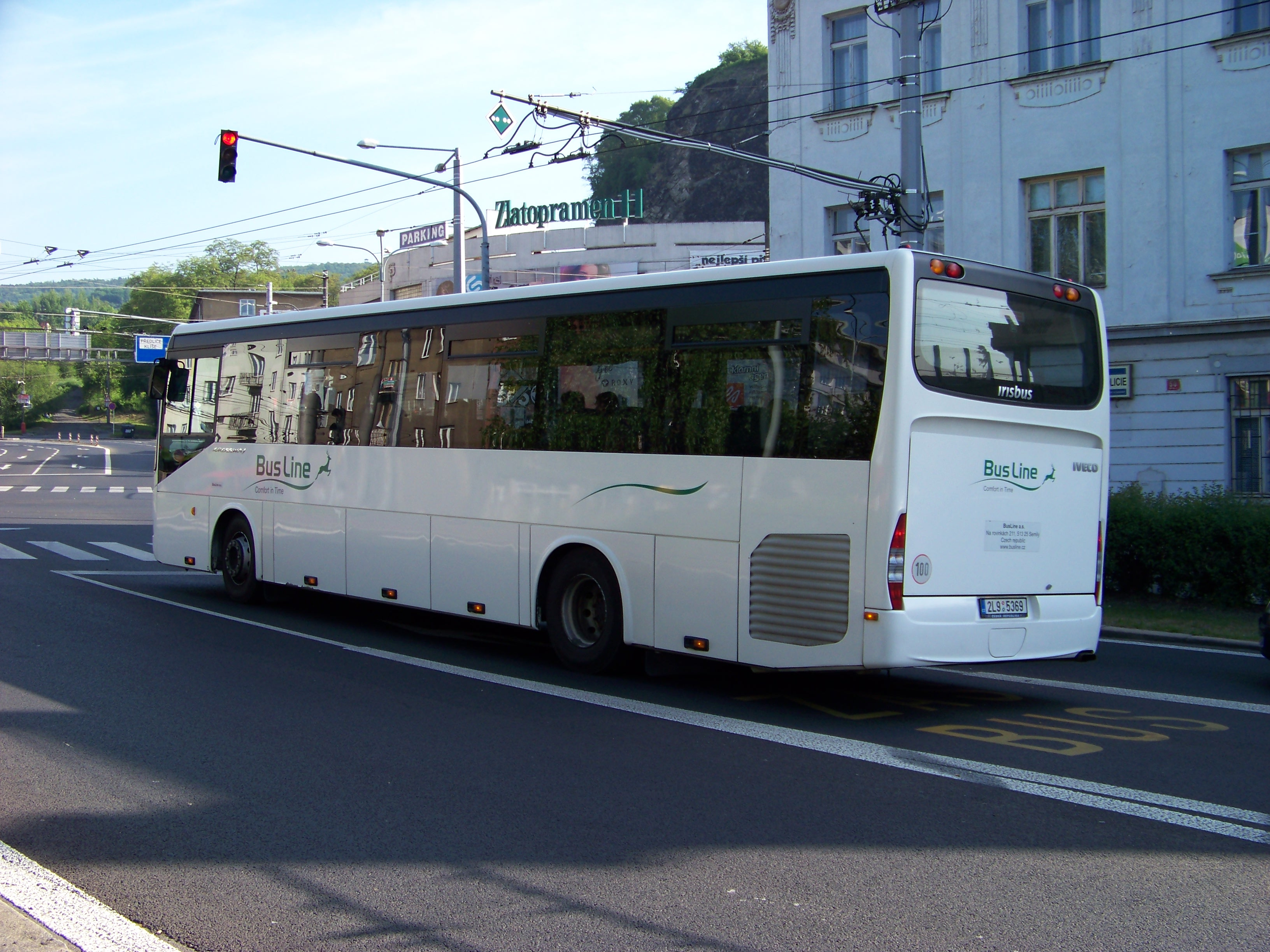
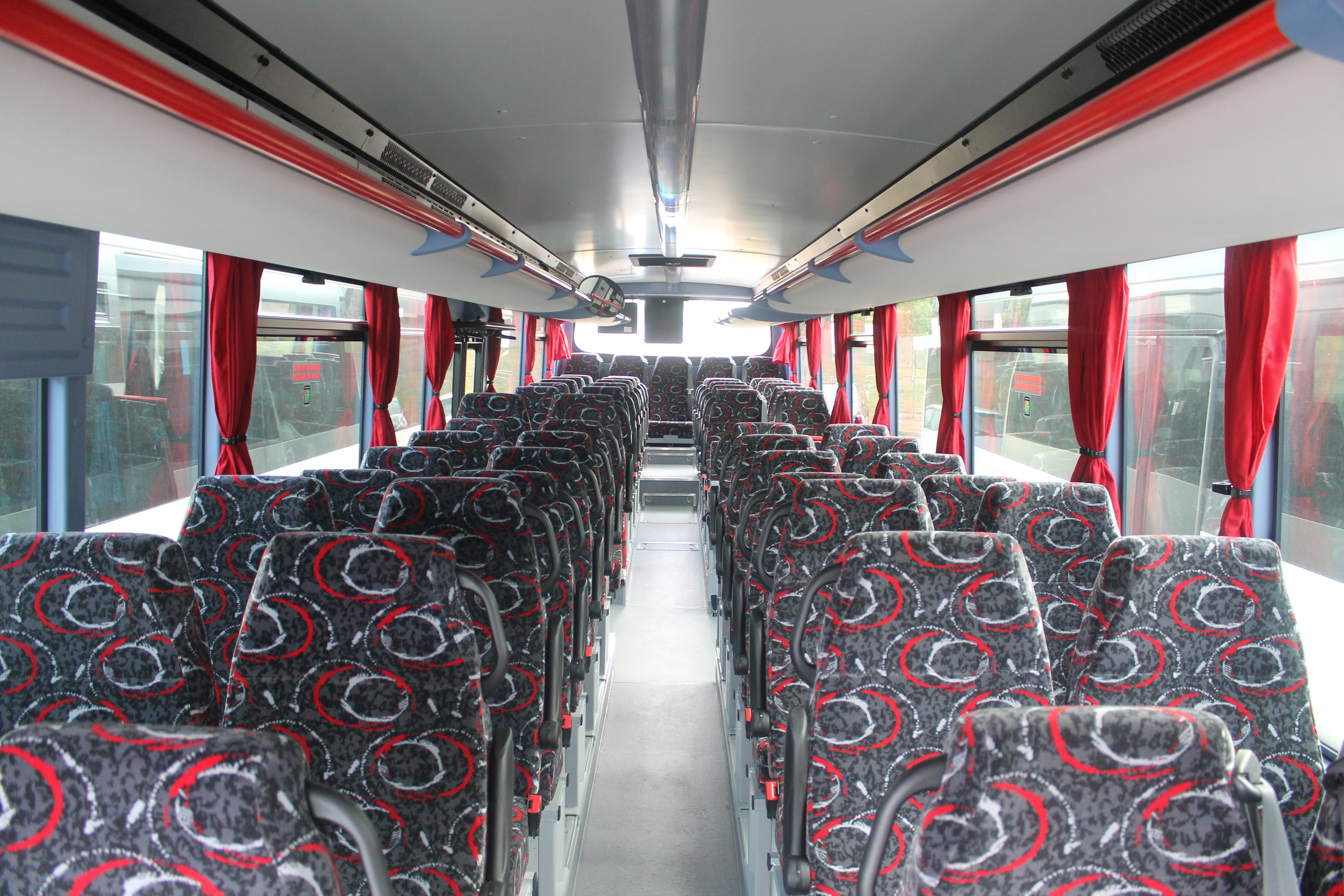
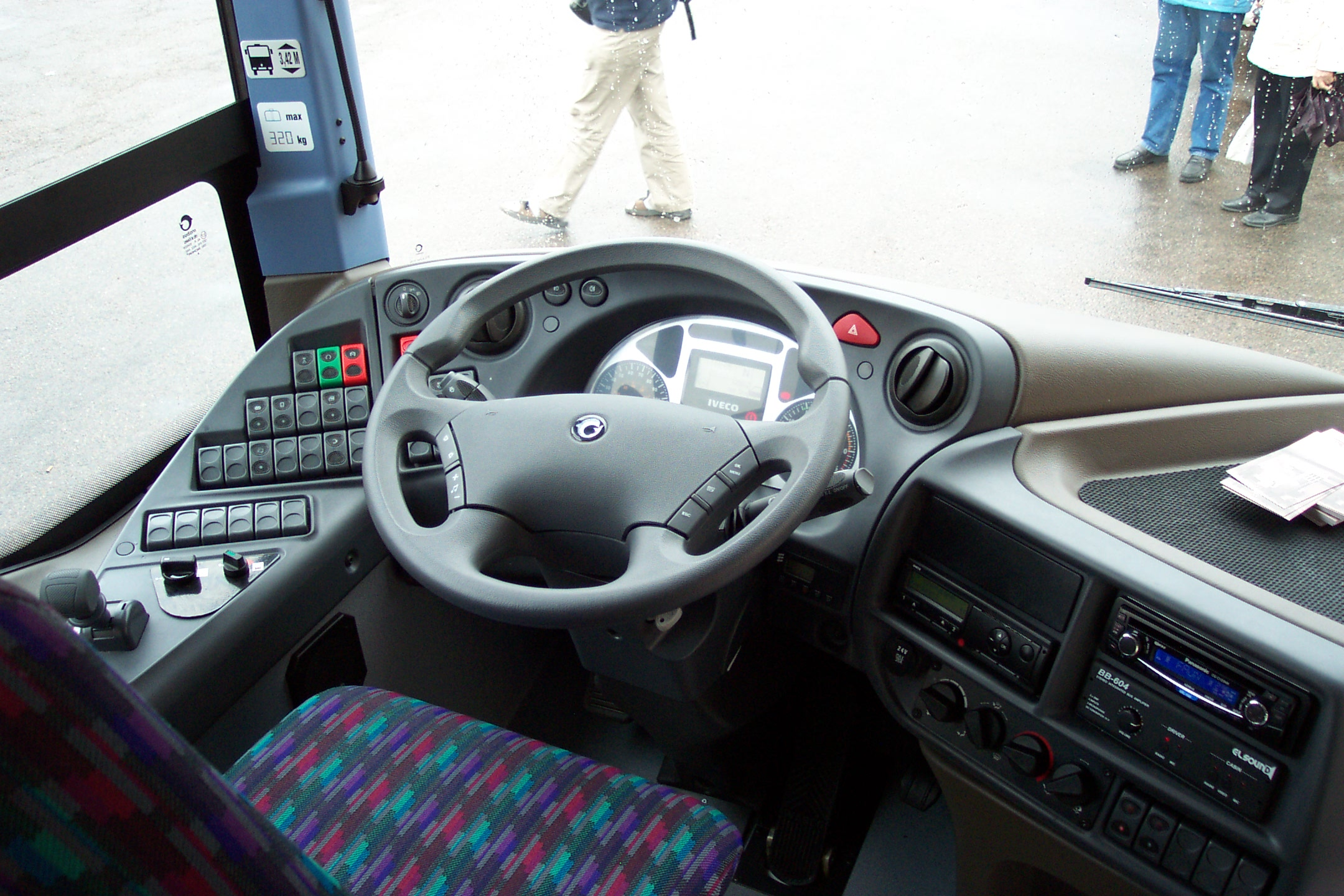

## Bajo la marca Iveco Bus (2013-actualidad)
El 24 de mayo de 2013, Iveco decidió sustituir la marca Irisbus por Iveco Bus. Todos los modelos están renovados y rebautizados. El autocar Crossway está "rediseñado" con una nueva parrilla con el logotipo de IVECO y una parte trasera modernizada (versión Euro 6).
Se ha revisado completamente la distribución interior para facilitar la accesibilidad a los pasajeros y en especial a las personas con movilidad reducida (PMR) con una rampa de acceso motorizada y un espacio reservado para PMR cerca de la puerta trasera o central en el caso de las versiones con tres puertas laterales .

En octubre de 2018, Iveco presenta la versión Natural Power de su Crossway. Con el Cursor 9, el Crossway reclama 360 caballos de fuerza. Su par motor se mantiene invariable respecto a su homólogo diésel de la misma potencia. La habitabilidad no ha retrocedido, Iveco ha instalado los depósitos de gas natural en la cubierta.

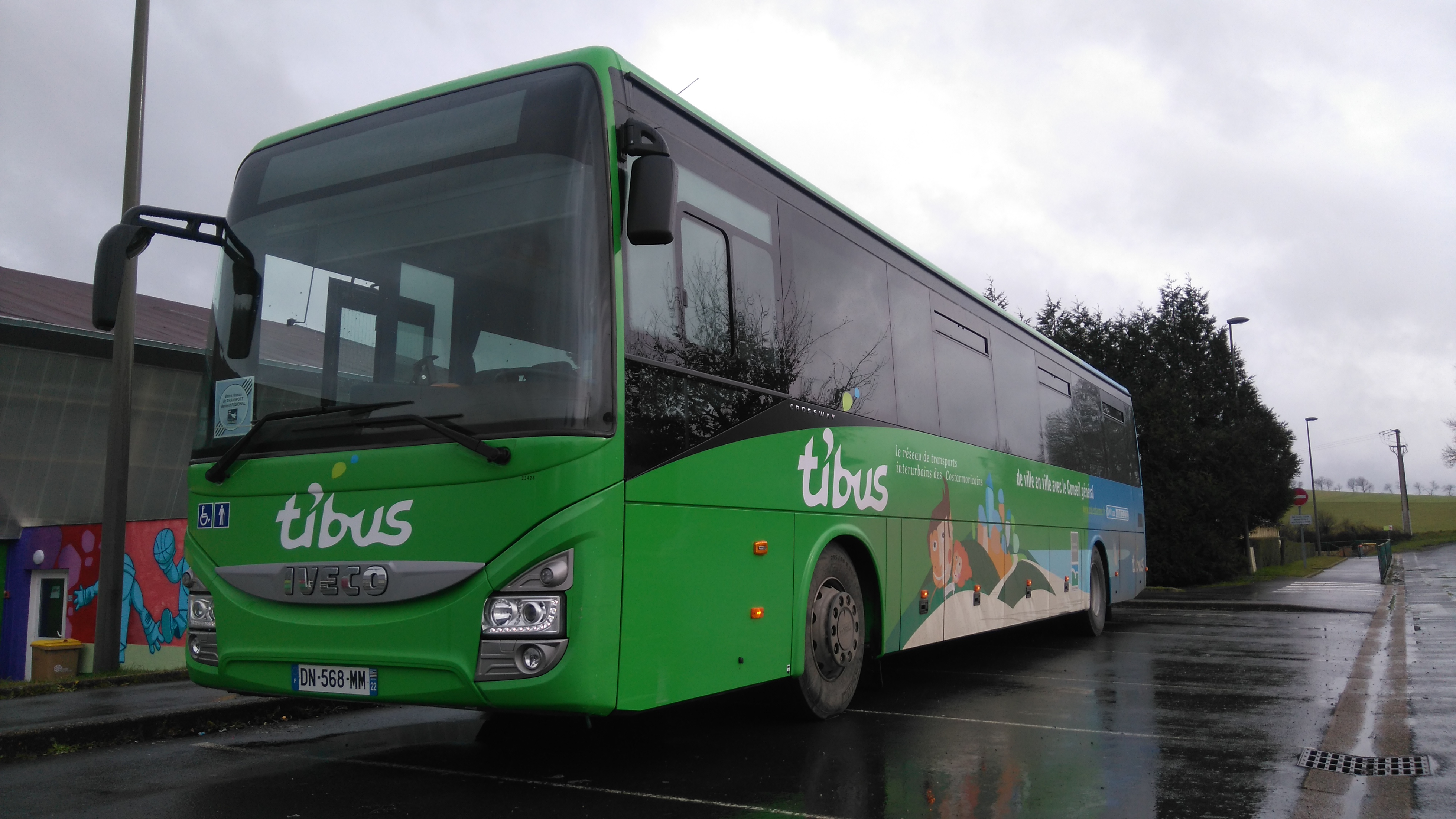
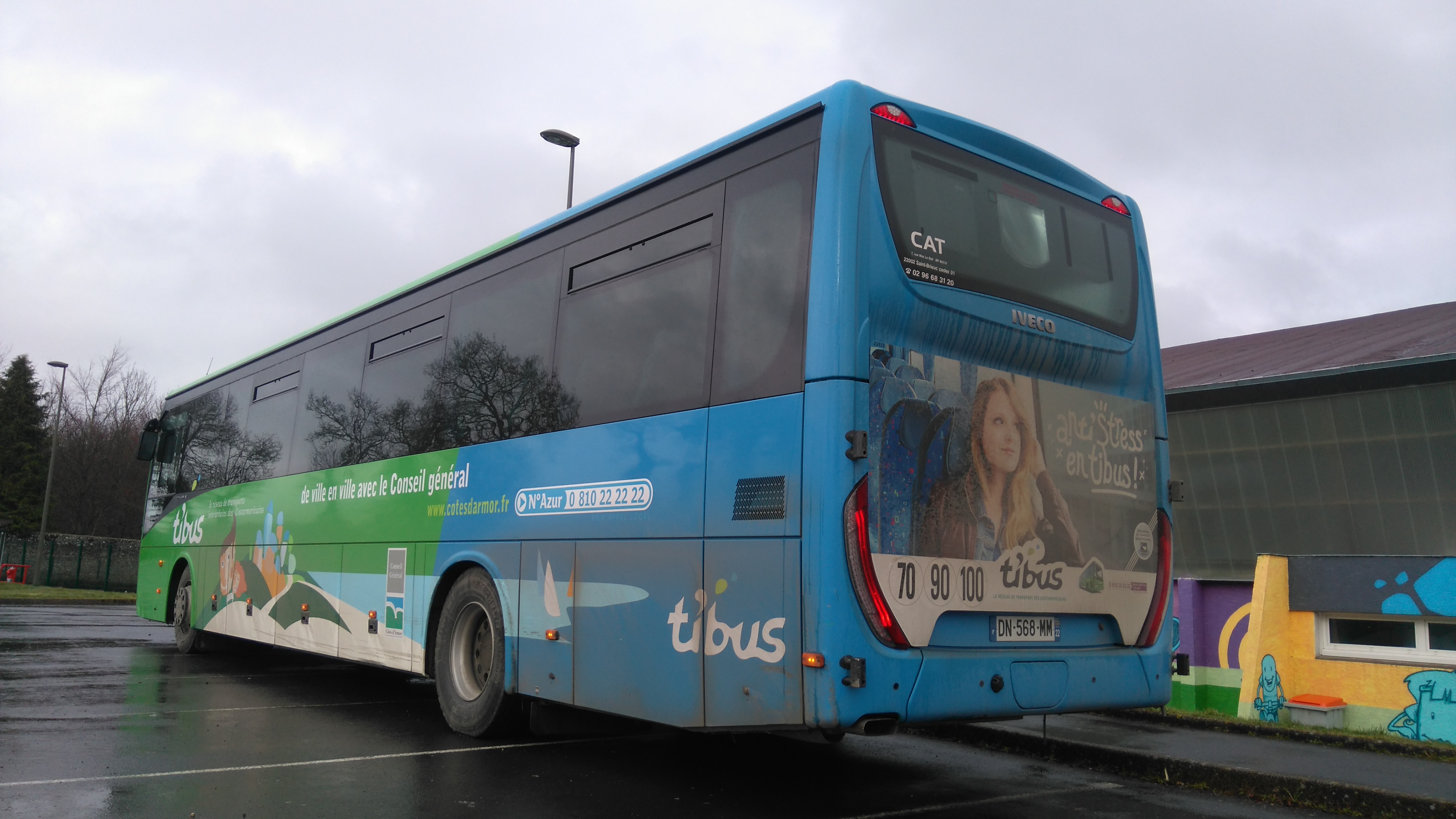
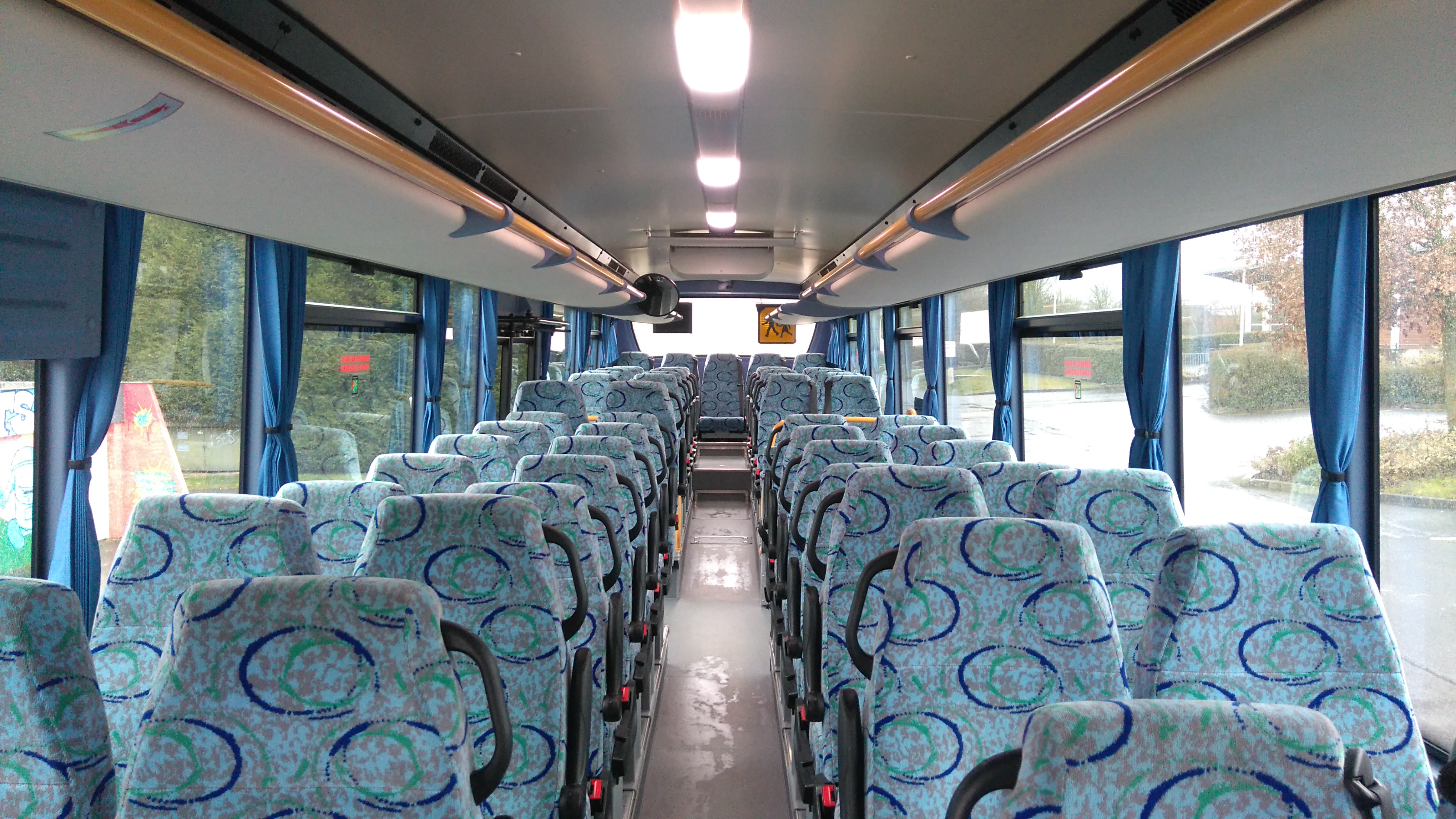
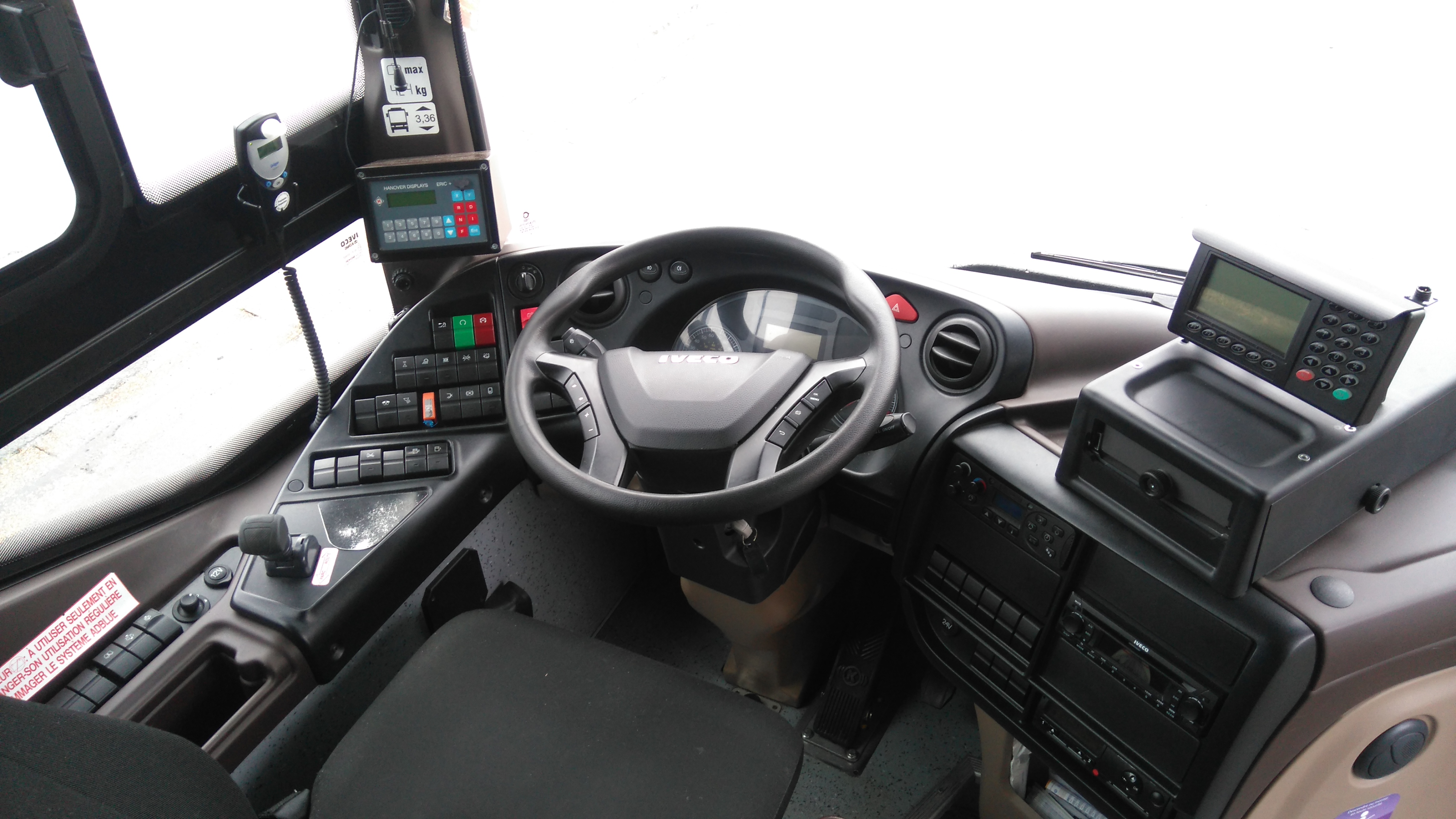
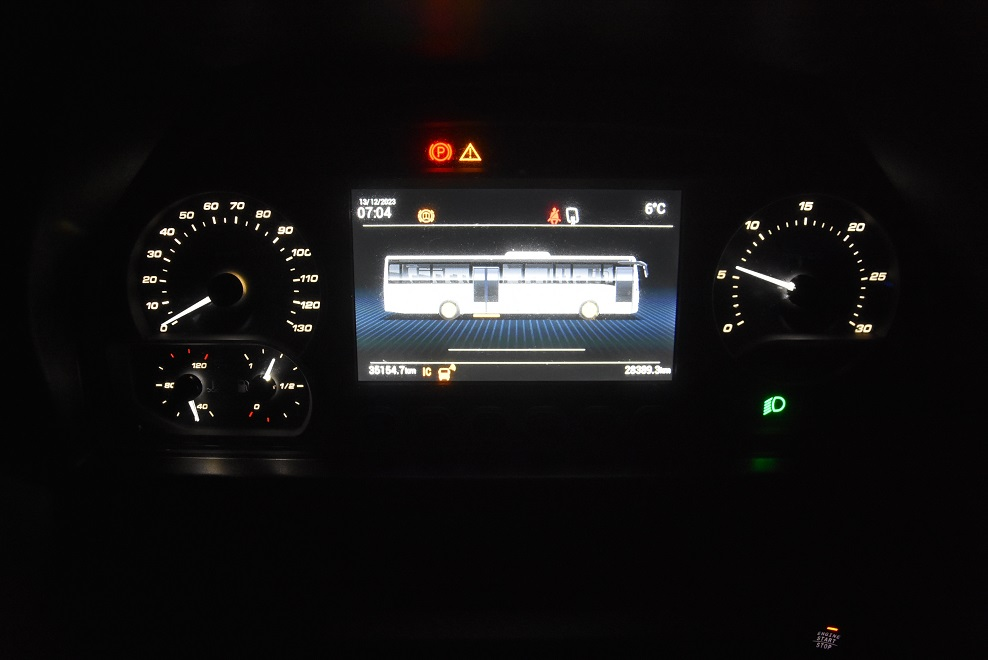

## Resumen sobre el Crossway
- 2006 : lanzamiento del Crossway bajo la marca Irisbus.
- 2013 : lanzamiento del Crossway bajo la marca Iveco Bus.

| Generaciones                    | Producción | Derivados como Irisbus / Iveco Bus                       | Modelos similares                                              |
| ------------------------------- | ---------- | -------------------------------------------------------- | -------------------------------------------------------------- |
| Irisbus Crossway (2006 - 2013)  |            | Irisbus Crossway LE ; Irisbus Arway ; Irisbus New Récréo | MAN Lion's Regio ; Mercedes-Benz Intouro                       |
| Iveco Bus Crossway (2013 - ...) |            | Iveco Bus Crossway LE ; Iveco Bus Evadys                 | MAN Lion's Intercity & Regio ; Mercedes-Benz Intouro & Integro |

## Generaciones
El Crossway se fabricó con tres generaciones de motores diésel. :
- Euro 4 : construido de 2006 a 2009, con motor Iveco Cursor 8.
- Euro 5 : construido de 2009 a 2013, con motor Iveco Cursor 8.
- Euro 6 : construido desde 2013, con motores Iveco Cursor 9, Iveco Tector 6, después Tector 7.

Desde 2018 se ofrece una versión con motor de gas natural / Biometano con la norma Euro 6 con el motor Iveco Cursor 9 NP (para Natural Power).

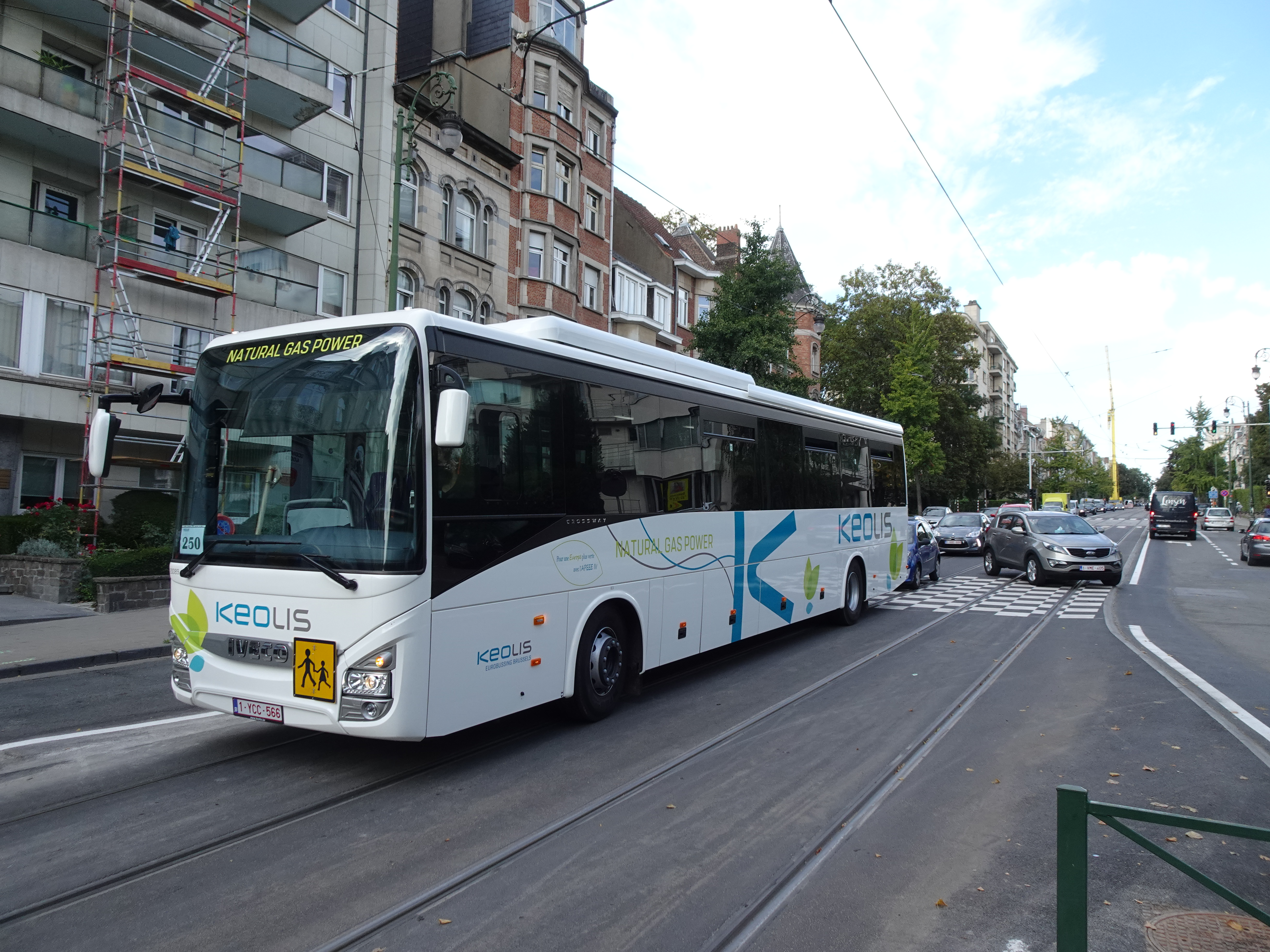
Iveco Crossway Line de gas natural en Bruselas.

## Las diferentes versiones

### CrosswayPop
Versión dedicada al transporte escolar, sucesora del Irisbus New Récréo.
- Comercialización : desde 2006.
- Dimensiones: 10,8 m, 12 m, 12,8 m y 13 m. El medidor de 12,8 se comercializó de 2006 a 2013. Desde entonces, la versión de 13 metros lo reemplazó.
- Motorización: Iveco Tector 6 luego Tector 7; con transmisión manual de 6 velocidades o automática de 4 o 6 velocidades. Limitado electrónicamente a 90 km/h.

### CrosswayLine
Transporte de media distancia, a menudo denominada línea interurbana, sucesora del Irisbus Arway.
- Comercialización: desde 2006.
- Dimensiones : 10,8 m, 12 m, 12,8 m y 13 m. El medidor de 12,8 se comercializó de 2006 a 2013. Desde entonces, la versión de 13 metros lo reemplazó.
- Motorización: Iveco Tector 6 luego Tector 7 o Iveco Cursor 8 luego Cursor 9; con transmisión manual de 6 velocidades o automática de 4 o 6 velocidades. Limitado electrónicamente a 90 o 100 km/h según la elección del operador.

Crossway HV
HV para Alto valor (High value). Versión de lujo de la Línea Crossway, equipada con aire acondicionado, ventilación, cortinas individuales e iluminación integrados, sin aumentar la altura del vehículo. Equipado únicamente con motores Cursor con caja de cambios automática.

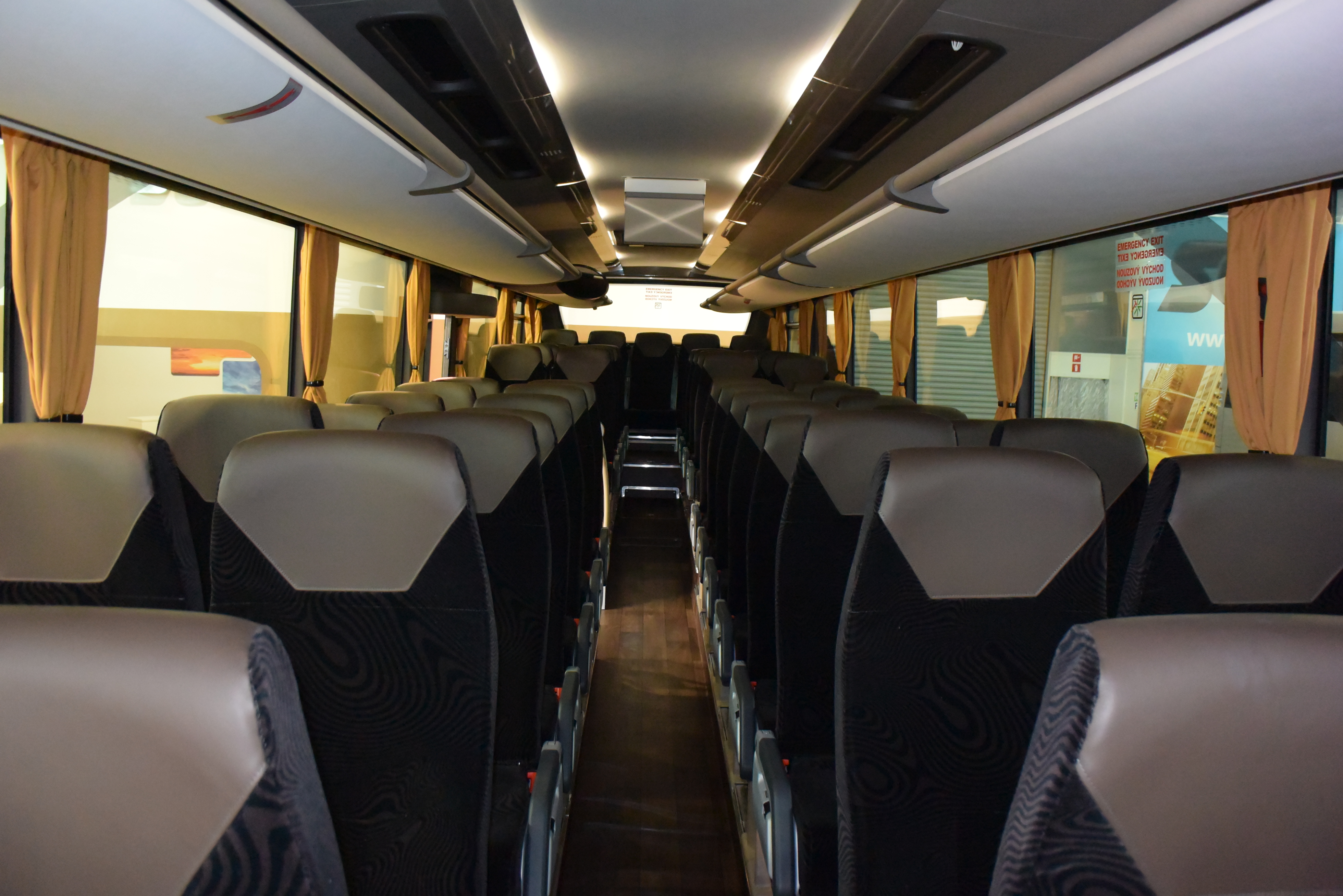
Interior del Crossway Pro.

### CrosswayPro
Versión destinada al transporte regional, que ofrece todas las prestaciones prácticas de un vehículo interurbano y el confort de un autocar de gama alta.
- Comercialización: desde 2006.
- Dimensión : 10,8 m, 12 m, 12,8 m y 13 m. El de 12,8 metros se vendió de 2006 a 2013. Desde entonces, lo reemplazó la versión de 13 metros.
- Motores: Iveco Cursor 8 luego Cursor 9; con caja de cambios automática de 4 o 6 velocidades. Limitado electrónicamente a 100 km/h.

### CrosswayLE

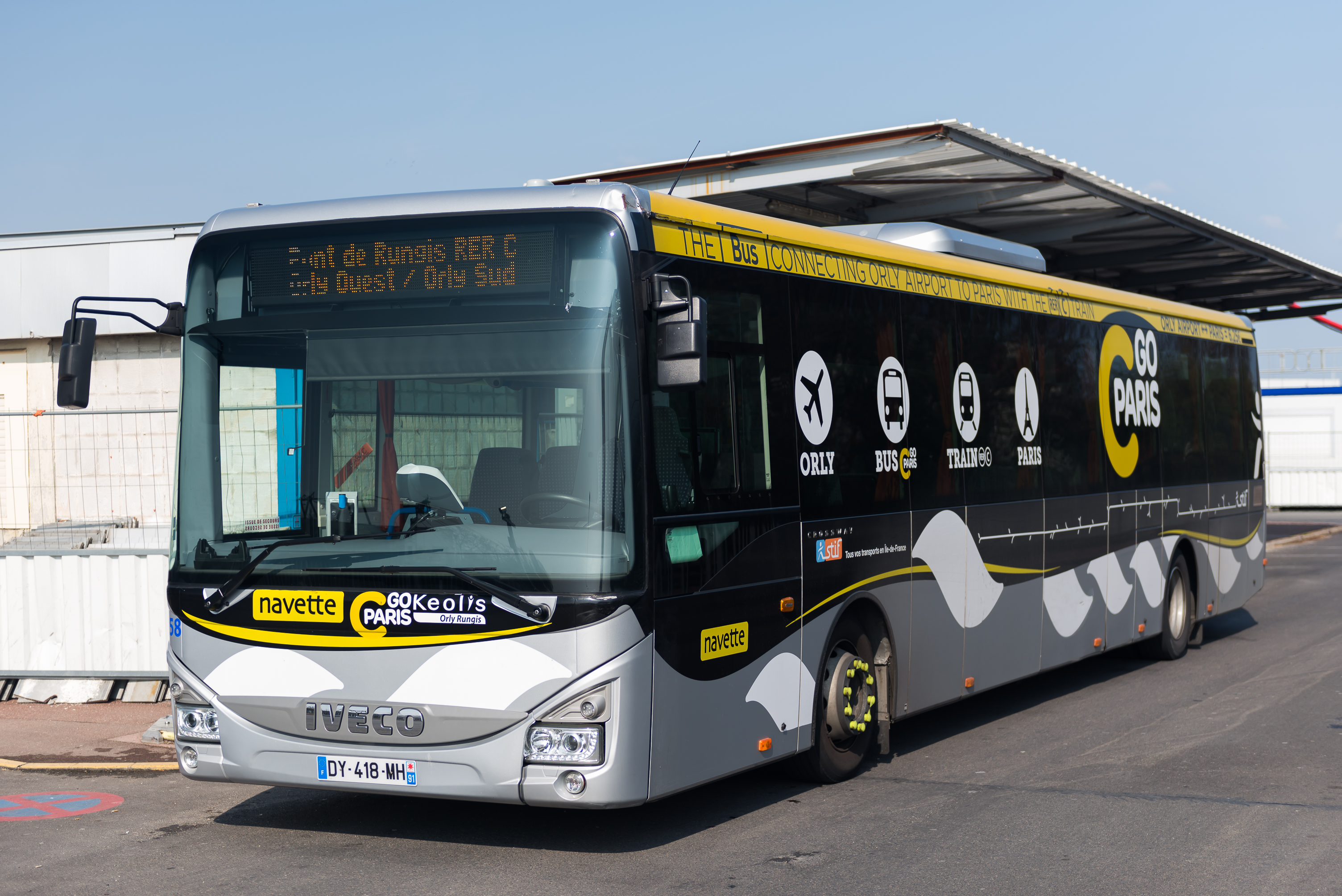
Iveco Bus Crossway LE 13m.

Una versión de piso bajo existe desde 2007 y se llama Crossway LE (para Low Entry: entrada baja). Proporciona una excelente accesibilidad para todos los pasajeros que suben o bajan del vehículo.
La 1.ª generación de Crossway LE tiene tres longitudes: 10,80, 12 y 12,80 metros. La segunda generación del Crossway LE está disponible en cuatro longitudes: 10,80, 12, 13 y 14,50 metros. Está disponible en dos versiones:
- City: versión para trayectos urbanos y suburbanos.
- Line: versión dedicada a los trayectos suburbanos e interurbanos.

## Características

### Dimensiones
|                                     | Irisbus/Iveco Bus Crossway Pop | Irisbus/Iveco Bus Crossway Pop | Irisbus/Iveco Bus Crossway Pop | Irisbus/Iveco Bus Crossway Pop | Irisbus/Iveco Bus Crossway Line | Irisbus/Iveco Bus Crossway Line | Irisbus/Iveco Bus Crossway Line | Irisbus/Iveco Bus Crossway Line | Irisbus/Iveco Bus Crossway Pro | Irisbus/Iveco Bus Crossway Pro | Irisbus/Iveco Bus Crossway Pro | Irisbus/Iveco Bus Crossway Pro |
| ----------------------------------- | ------------------------------ | ------------------------------ | ------------------------------ | ------------------------------ | ------------------------------- | ------------------------------- | ------------------------------- | ------------------------------- | ------------------------------ | ------------------------------ | ------------------------------ | ------------------------------ |
| 10.8m(2006 ...)                     | 12m(2006 ...)                  | 12.8m(De 2006 a 2013)          | 13m(2013 ...)                  | 10.8m(2006 ...)                | 12m(2006 ...)                   | 12.8m(2006 2013)                | 13m(2013 ...)                   | 10.8m(2006 ...)                 | 12m(2006 ...)                  | 12.8m(2006 2013)               | 13m(2013 ...)                  |                                |
| Longitud                            | 10 757 mm                      | 12 097 mm                      | 12 805 mm                      | 12 962 mm                      | 10 757 mm                       | 12 097 mm                       |                                 | 12 962 mm                       | 10 757 mm                      | 12 097 mm                      |                                | 12 962 mm                      |
| Ancho (sin espejos)                 | 2550 mm                        | 2550 mm                        | 2550 mm                        | 2550 mm                        | 2550 mm                         | 2550 mm                         | 2550 mm                         | 2550 mm                         | 2550 mm                        | 2550 mm                        | 2550 mm                        | 2550 mm                        |
| Altura (sin aire acondicionado)*    | 3370 mm                        | 3370 mm                        | 3370 mm                        | 3370 mm                        | 3370 mm                         | 3370 mm                         |                                 | 3370 mm                         | 3370 mm                        | 3370 mm                        |                                | 3370 mm                        |
| Distancia entre ejes                | 5300 mm                        | 6200 mm                        |                                | 7065 mm                        | 5300 mm                         | 6200 mm                         |                                 | 7065 mm                         | 5300 mm                        | 6200 mm                        |                                | 7065 mm                        |
| En voladizo                         | AV : 2165 mm AR : 3292 mm      | AV : 2605 mm AR : 3292 mm      |                                | AV : 2605 mm AR : 3292 mm      | AV : 2165 mm AR : 3292 mm       | AV : 2605 mm AR : 3292 mm       |                                 | AV : 2605 mm AR : 3292 mm       | AV : 2165 mm AR : 3292 mm      | AV : 2605 mm AR : 3292 mm      |                                | AV : 2605 mm AR : 3292 mm      |
| Radio de giro (entre bordillos)     | 7820 mm                        | 8990 mm                        |                                | 10 120 mm                      | 7820 mm                         | 8990 mm                         |                                 | 10 120 mm                       | 7820 mm                        | 8990 mm                        |                                | 10 120 mm                      |
| Ángulo de ataque / vuelo            | 8,3° / 8°                      | 8,3° / 8°                      |                                | 8,3° / 8°                      | 8,3° / 8°                       | 8,3° / 8°                       |                                 | 8,3° / 8°                       | 8,3° / 8°                      | 8,3° / 8°                      |                                | 8,3° / 8°                      |
| Peso vacío**                        |                                |                                |                                |                                |                                 |                                 |                                 |                                 |                                |                                |                                |                                |
| P.T.A.C.                            | 18 000 kg                      | 18 000 kg                      | 18 000 kg                      | 18 000 kg                      | 18 000 kg                       | 18 000 kg                       | 18 000 kg                       | 18 000 kg                       | 18 000 kg                      | 18 000 kg                      | 18 000 kg                      | 18 000 kg                      |
| Capacidad: sentado + de pie = máx** | 47 sentado                     | 55 sentado                     | 55 sentado**                   | 59 a 61 sentado                | 47 sentado                      | 55 sentado                      |                                 | 59 a 61 sentado                 | 47 sentado                     | 55 sentado                     |                                | 59 a 61 sentado                |
| Almacenamiento                      |                                |                                |                                |                                |                                 |                                 |                                 |                                 |                                |                                |                                |                                |
| Puertas                             | 2                              | 2                              | 2                              | 2                              | 2                               | 2                               | 2                               | 2                               | 2                              | 2                              | 2                              | 2                              |
| Altura de piso                      | 860 mm                         | 860 mm                         | 860 mm                         | 860 mm                         | 860 mm                          | 860 mm                          |                                 | 860 mm                          | 860 mm                         | 860 mm                         |                                | 860 mm                         |
| Depósito de combustible             |                                |                                |                                |                                |                                 |                                 |                                 |                                 |                                |                                |                                |                                |

* = con aire acondicionado: 3460 mm; ** = variable en función del equipamiento interior.

### Transmisión
Los Crossways están equipados con caja de cambios manual, automática o robotizada.
- Cambio manual :
  - 6 velocidades ZF 6S, en todas las motorizaciones de la gama.

- Combio automático :
  - 4 velocidades ZF Ecolife, en motores Iveco Cursor 8 y Tector 6.
  - 6 velocidades ZF Ecolife 6AP, en motores Iveco Cursor 8, 9 y Tector 6 y 7.
  - 6 velocidades Voith Diwa 6, en motores Iveco Cursor 9 y Tector 7.

- Cambio robotizado :
  - 6 velocidades ZF 6AS, en el motor Iveco Tector 7.
  - ZF 12AS con 12 velocidades, en motores Iveco Cursor 9.
  - ZF 12TX con 12 velocidades, en motores Iveco Cursor 9.

### Motor

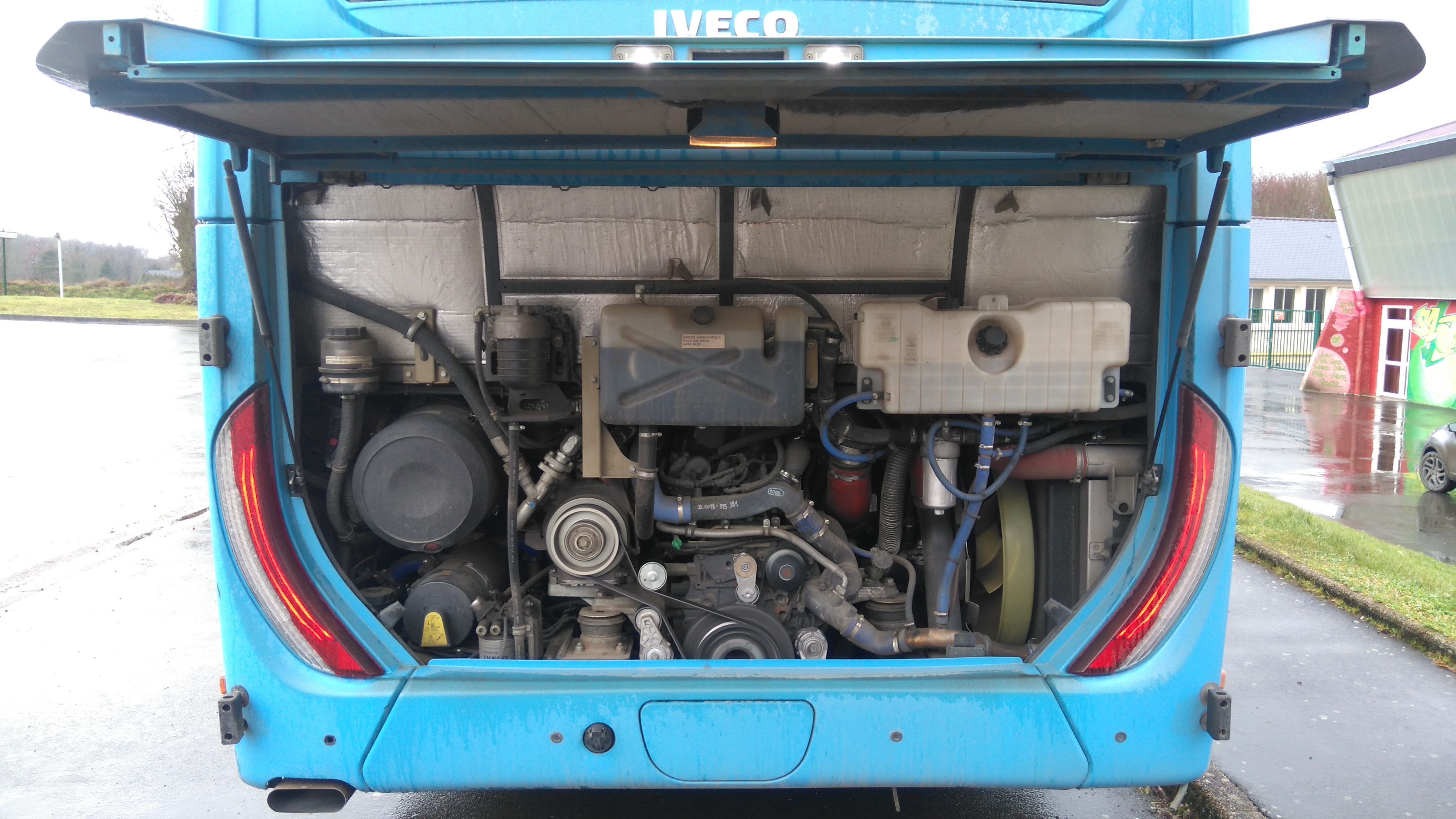
Motor Cursor 9 de un Crossway Line.

El Crossway ha tenido varios motores diésel modificados a lo largo de los años de su producción de acuerdo con los diversos estándares europeos de contaminación.
- Iveco Tector 6 (Euro 4 y 5) de seis cilindros en línea de 5,9 litros con turbocompresor que produce 264 y 300 CV.
- Iveco Cursor 8 (Euro 4 y 5 EEV) de seis cilindros en línea de 7,9 litros con turbocompresor que genera 330 CV.
- Iveco Tector 7 (Euro 5 y 6) de seis cilindros en línea de 6,7 litros con turbocompresor que genera 320 CV.
- Iveco Cursor 9 (Euro 5 y 6) de seis cilindros en línea de 8,7 litros con turbocompresor que produce 360 y 400 CV.

Está equipado con una caja de cambios manual o automática.
| Modelo                                                      | Período     | Motor + Nombre                      | Normativa europea | Cilindrada      | Potencia                            | Par motor                  | Velocidad máxima   | Consumo + CO2         |
| ----------------------------------------------------------- | ----------- | ----------------------------------- | ----------------- | --------------- | ----------------------------------- | -------------------------- | ------------------ | --------------------- |
| Irisbus Crossway Pop / Line (Auto. 4/6 o mec. 6)            | 2006 - 2013 | 6 cilindros en línea Iveco Tector 6 | Euro 4 y 5        | 7900 cm3(7,9 L) | 194 kW (264 CV) a ... r/min         | ... N⋅m a ... r/min        | 90 km/h* 100 km/h* | ... l/100 km ... g/km |
| Irisbus Crossway Pop / Line (Auto. 4/6 o mec. 6)            | 2006 - 2013 | 6 cilindros en línea Iveco Tector 6 | Euro 4 y 5        | 7900 cm3(7,9 L) | 220 kW (300 CV)                     |                            | 90 km/h* 100 km/h* |                       |
| Irisbus Crossway Line / Pro (Auto. 4/6 o mec. 6)            | 2006 - 2013 | 6 cilindros en línea Iveco Cursor 8 | Euro 4 y 5 EEV    | 7880 cm3(7,9 L) | 242 kW (330 CV)                     |                            | 90 km/h* 100 km/h* |                       |
| Iveco Bus Crossway Pop / Line (Auto. 4/6 o mec. 6)          | 2013 - ...  | 6 cilindros en línea Iveco Tector 7 | Euro 5 y 6        | 6700 cm3(6,7 L) | 235 kW (320 CV) a 2250−2500 r/min   | 1100 N⋅m a 1250−1900 r/min | 90 km/h* 100 km/h* |                       |
| Iveco Bus Crossway Line / Pro (Auto. 4/6 o mec. 6)          | 2013 - ...  | 6 cilindros en línea Iveco Cursor 9 | Euro 5 y 6        | 8700 cm3(8,7 L) | 265 kW (360 CV) a -17 502 200 r/min | 1650 N⋅m a 1200−1540 r/min | 90 km/h* 100 km/h* |                       |
| Iveco Bus Crossway Line / Pro (Automático de 6 velocidades) | 2018 - ...  | 6 cilindros en línea Iveco Cursor 9 | Euro 6            | 8700 cm3(8,7 L) | 295 kW (400 CV) a 1800−2200 r/min   | 1700 N⋅m a 1200−1700 r/min | 90 km/h* 100 km/h* |                       |

| Modelo                                                | Perídoo    | Motor                                  | Normativa | Cilindrada     | Performance                 | Par motor           | Velocidad máxima | Consumo + CO2         |
| ----------------------------------------------------- | ---------- | -------------------------------------- | --------- | -------------- | --------------------------- | ------------------- | ---------------- | --------------------- |
| Crossway Natural Power / 12 m (Automática VOITH / ZF) | 2018 - ... | 6 cilindros en línea Iveco Cursor 9 NP | Euro 6    | ... cm3(... L) | 265 kW (360 CV) a ... r/min | ... N⋅m a ... r/min | 85 km/h          | ... l/100 km ... g/km |

## Producción
El 30 de septiembre de 2021, la dirección de Iveco Bus entregó las llaves del Crossway número 50 000 a representantes de ÖBB Postbus Austria en su planta de Výsoké Mýto (República Checa). Este ejemplar formó parte del último contrato firmado en 2016 para el suministro de más de 200 Crossways y Crossways LE. De este modo, se elevaba la flota en circulación de ÖBB Postbus a casi 1 300 unidades entregadas.

## Construcción
Es un autobús de dos ejes con piso alto estándar. El eje motriz es trasero, y tanto el motor como la caja de cambios se ubican en la parte trasera del autobús. El esqueleto del automóvil pasa a través de un baño de cataforesis, que sirve para protegerlo contra la corrosión. El marco del chasis consiste de miembros transversales longitudinales y tubulares soldados. Los paneles laterales, hechos también de marcos tubulares, están recubiertos con láminas de acero adheridas. La parte frontal del automóvil está hecha de chapa prensada, mientras que la trasera lo está de paneles de plástico.
Los faros son los mismos que en el modelo de autobuses Arway así como otros modelos de camión de Iveco. En el interior, los asientos de los pasajeros son 2 + 2 con un pasillo central que llega hasta la penúltima fila. Los asientos traseros se encuentran en una plataforma superior, algo más elevada que la parte delantera. En la puerta trasera se encuentra un espacio que puede albergar un cochecito de bebé o una silla para personas minusválidas.

## Irisbus Crossway (2006-2013)
La primera serie de Crossway no es más que la variante económica de Arway. De este último difiere para el diseño de la parte delantera y trasera. También está disponible una versión "LE" (baja entrada), equipada con un piso semi-rebajado.
Puede ser equipado con el motor Tector de 6 cilindros, 5 900 cc. con una potencia de 194 kW (264 CV) o 220 kW (300 CV), que cumplen con la normativa Euro 5m o con el cursor 8 motor Euro 5 con una potencia de 330 hp también disponible en EEV. Todos los motores están equipados con un filtro SCR. También se proporciona con ABS y ESP; la caja de cambios puede ser automática con 4 o 6 velocidades o manual de 6 velocidades.
El aire acondicionado y el elevador de sillas de ruedas con posición relativa están disponibles bajo petición.

## Iveco Crossway (2013-presente)
A partir de 2013, la gama Crossway quedó unificada con la de Arway. La nueva faceta Crossway heredó las diferencias entre los dos modelos, bastante similar técnicamente pero distinta por la calidad de los acabados y por el precio. En particular, la versión "básica", adecuada para rutas de larga distancia, se llamó Crossway Line, mientras que la versión superior, adecuada para rutas de autopistas o alquiler de gama baja, quedó bajo el nombre Crossway Pro. La versión LE sigue en producción, también actualizada con el nuevo diseño y, a partir de 2017, producida con gas natural y en la versión de 3 ejes, única para modelos con 14,5 metros de longitud.